# Jornalismo musical

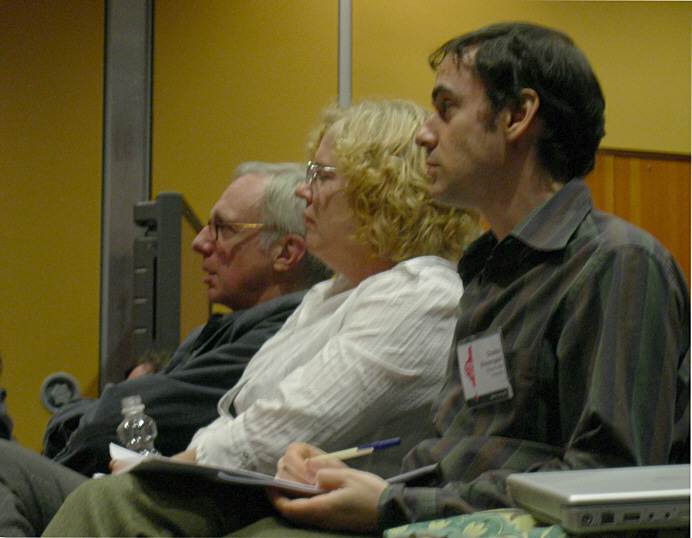
(Da esquerda para a direita) Os jornalistas musicais Robert Christgau e en e o professor de musicologia Charles Kronengolm na Conferência Pop de 2007 no Museu da Cultura Pop de Seattle

O jornalismo musical (ou crítica musical) é a crítica e a reportagem da mídia sobre tópicos musicais, incluindo  música popular, música clássica e  música folclórica. Os jornalistas começaram a escrever sobre música no século XVIII, fazendo comentários sobre o que hoje é considerado música clássica. Na década de 1960, o jornalismo musical começou a cobrir com mais destaque a música popular, como o rock e o pop, após o surgimento dos Beatles. Com o surgimento da Internet nos anos 2000, a crítica musical desenvolveu uma presença on-line cada vez maior com blogueiros de música, aspirantes a críticos de música e críticos estabelecidos que complementam a mídia impressa on-line. Atualmente, o jornalismo musical inclui resenhas de músicas, álbuns e shows ao vivo, perfis de artistas e reportagens sobre notícias de artistas e eventos musicais.

## Origens na crítica de música clássica

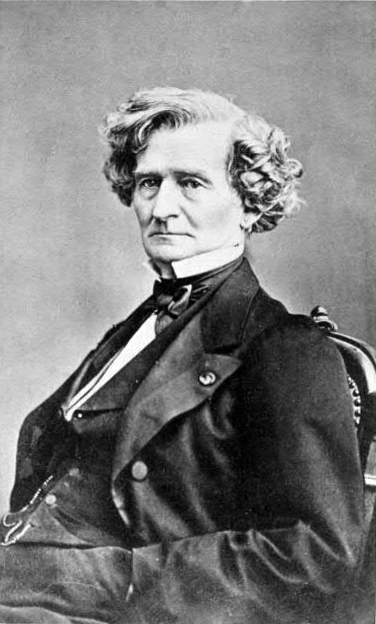
Hector Berlioz, ativo como jornalista musical em Paris nas décadas de 1830 e 1840

O jornalismo musical tem suas raízes na  crítica de música clássica, que tradicionalmente compreende o estudo, a discussão, a avaliação e a interpretação da música que foi composta e notada em uma partitura e a avaliação da execução de músicas e peças clássicas, como sinfonias e concertos.
Antes da década de 1840, as reportagens sobre música eram feitas por periódicos musicais, como o Allgemeine musikalische Zeitung (fundado por Johann Friedrich Rochlitz em 1798) e o Neue Zeitschrift für Musik [en] (fundado por Robert Schumann em 1834), e em periódicos londrinos como o The Musical Times [en] (fundado em 1844 como The Musical Times and Singing-class Circular); ou então por repórteres de jornais gerais em que a música não fazia parte dos objetivos centrais da publicação. Um crítico musical inglês influente do século XIX, por exemplo, foi James William Davison [en], do The Times. O compositor Hector Berlioz também escreveu resenhas e críticas para a imprensa parisiense nas décadas de 1830 e 1840.
O jornalismo musical artístico moderno é frequentemente informado pela teoria musical, considerando os diversos elementos de uma peça musical ou apresentação, incluindo (no que diz respeito a uma composição musical) sua forma e estilo e, para a apresentação, padrões de técnica e expressão. Esses padrões foram expressos, por exemplo, em periódicos como o Neue Zeitschrift für Musik, fundado por Robert Schumann, e continuam até hoje nas colunas de jornais e periódicos sérios, como o The Musical Times.
Diversos fatores – incluindo o crescimento da educação, a influência do movimento romântico em geral e na música, a popularização (incluindo o “status de estrela” de muitos artistas, como Franz Liszt e Niccolò Paganini), entre outros – levaram a um interesse cada vez maior pela música entre os periódicos não especializados e a um aumento no número de críticos de profissão com diferentes graus de competência e integridade. A década de 1840 pode ser considerada um ponto de inflexão, já que os críticos de música após a década de 1840 geralmente não eram músicos praticantes. No entanto, exemplos contrários incluem Alfred Brendel, Charles Rosen [en], Paul Hindemith e Ernst Krenek; todos eles eram praticantes modernos da tradição da música clássica que também escrevem (ou escreveram) sobre música.
Entre as mulheres jornalistas musicais do século XX que cobriram apresentações de música clássica estão Ruth Scott Miller [en], do Chicago Tribune (1920-1921), Henriette Weber, do Chicago Herald-Examiner [en], e Claudia Cassidy [en], que trabalhou no Chicago Journal of Commerce (1924-1941), no Chicago Sun-Times (1941-42) e no Chicago Tribune (1942-65).

## Música clássica
No início da década de 1980, começou a ocorrer um declínio na quantidade de críticas clássicas “quando as críticas de música clássica começaram a desaparecer visivelmente” da mídia. Naquela época, os principais jornais ainda empregavam um crítico chefe de música, enquanto revistas como a Time e a Vanity Fair também empregavam críticos de música clássica. No entanto, no início da década de 1990, os críticos de música clássica deixaram de fazer parte de muitas publicações, em parte devido a “um declínio do interesse pela música clássica, especialmente entre os jovens”.
Também é motivo de preocupação no jornalismo de música clássica a forma como os críticos estadunidense podem escrever sobre música étnica e folclórica de culturas diferentes da sua, como ragas indianas e obras tradicionais japonesas. No ano de 1990, o World Music Institute entrevistou quatro críticos de música do jornal The New York Times, que apresentaram os seguintes critérios sobre como abordar a música étnica:
1. Uma resenha deve relacionar a música a outros tipos de música que os leitores conheçam, para ajudá-los a entender melhor do que se trata o programa.
2. “Os artistas [devem] ser tratados como seres humanos e sua música [deve] ser tratada como atividade humana e não como um fenômeno místico ou misterioso.”
3. A análise deve mostrar uma compreensão dos antecedentes e das intenções culturais da música[4]

Uma descoberta importante em um estudo de 2005 sobre o jornalismo artístico nos Estados Unidos foi que o perfil do “crítico de música clássica médio é um homem branco, de 52 anos, com pós-graduação.  Os dados demográficos indicaram que o grupo era composto por 74% de homens, 92% de brancos e 64% tinham diploma de pós-graduação. Um crítico do estudo apontou que, como todos os jornais foram incluídos, inclusive os jornais regionais de baixa circulação, a representação feminina de 26% deturpou a real escassez, pois os “grandes jornais dos Estados Unidos, que são os que influenciam a opinião pública, praticamente não têm mulheres críticas de música clássica”, com as notáveis exceções de Anne Midgette [en] no The New York Times e Wynne Delacoma no Chicago Sun-Times.
Em 2007, o The New York Times escreveu que a crítica de música clássica, que caracterizava como “um empreendimento de alto nível que existe há pelo menos tanto tempo quanto os jornais”, havia sofrido “uma série de golpes nos últimos meses” com a eliminação, rebaixamento ou redefinição de empregos de críticos em jornais de Atlanta, Minneapolis e outros lugares, citando Peter G. Davis [en], da revista New York, “uma das vozes mais respeitadas do ofício, [que] disse ter sido forçado a sair depois de 26 anos”. Considerando “análises, comentários e reportagens robustos como vitais para a saúde da forma de arte”, o The New York Times declarou em 2007 que continuava a manter “uma equipe de três críticos de música clássica em tempo integral e três freelancers”, observando também que a crítica de música clássica estava cada vez mais disponível em blogs e que vários outros grandes jornais “ainda têm críticos de música clássica em tempo integral”, incluindo (em 2007) o Los Angeles Times, The Washington Post, The Baltimore Sun, The Philadelphia Inquirer e The Boston Globe.

## Popular

### Crítica de rock durante o século XX
Os escritores de música só começaram a “tratar a música pop e rock com seriedade” em 1964,após o surgimento da banda britânica The Beatles. Em seu livro Rock Criticism from the Beginning, Ulf Lindberg e seus co-escritores dizem que a crítica de rock parece ter sido “mais lenta para se desenvolver nos Estados Unidos do que na Inglaterra”. Uma das primeiras revistas britânicas de música, a Melody Maker, reclamou em 1967 sobre como “os jornais e revistas estão continuamente martelando [ou seja, atacando] a música pop”. A partir do ano de 1964, a revista Melody Maker liderou suas publicações rivais em termos de abordagem da música e dos músicos como um assunto para estudo sério em vez de mero entretenimento. Os repórteres da equipe, como Chris Welch [en] e Ray Coleman [en], aplicaram uma perspectiva antes reservada aos artistas de jazz ao surgimento de grupos locais de rock e pop com influência americana, antecipando o advento dos críticos de rock. Entre os jornais britânicos de grande circulação, a música pop ganhou exposição na seção de artes do The Times quando William Mann [en], crítico de música clássica do jornal, escreveu uma apreciação dos Beatles em dezembro de 1963. No início de 1965, o The Observer, o jornal dominical de alto nível do país, sinalizou uma reversão do esnobismo cultural do establishment em relação à música pop ao nomear George Melly [en] como seu “crítico da cultura pop”. Após a chegada de Tony Palmer ao The Observer, o primeiro jornal diário a empregar um crítico de rock dedicado foi o The Guardian, com a nomeação de Geoffrey Cannon [en] em 1968.
Os redatores da Melody Maker defendiam as novas formas de música pop do final da década de 1960. “Em 1999, a imprensa de 'qualidade' estava publicando regularmente resenhas de shows e álbuns de música popular”, o que teve um ‘papel fundamental em manter o pop’ sob os olhos do público. À medida que mais críticos de música pop começaram a escrever, isso teve o efeito de “legitimar o pop como uma forma de arte”; como resultado, “a cobertura dos jornais mudou para o pop como música, e não para o pop como fenômeno social”.

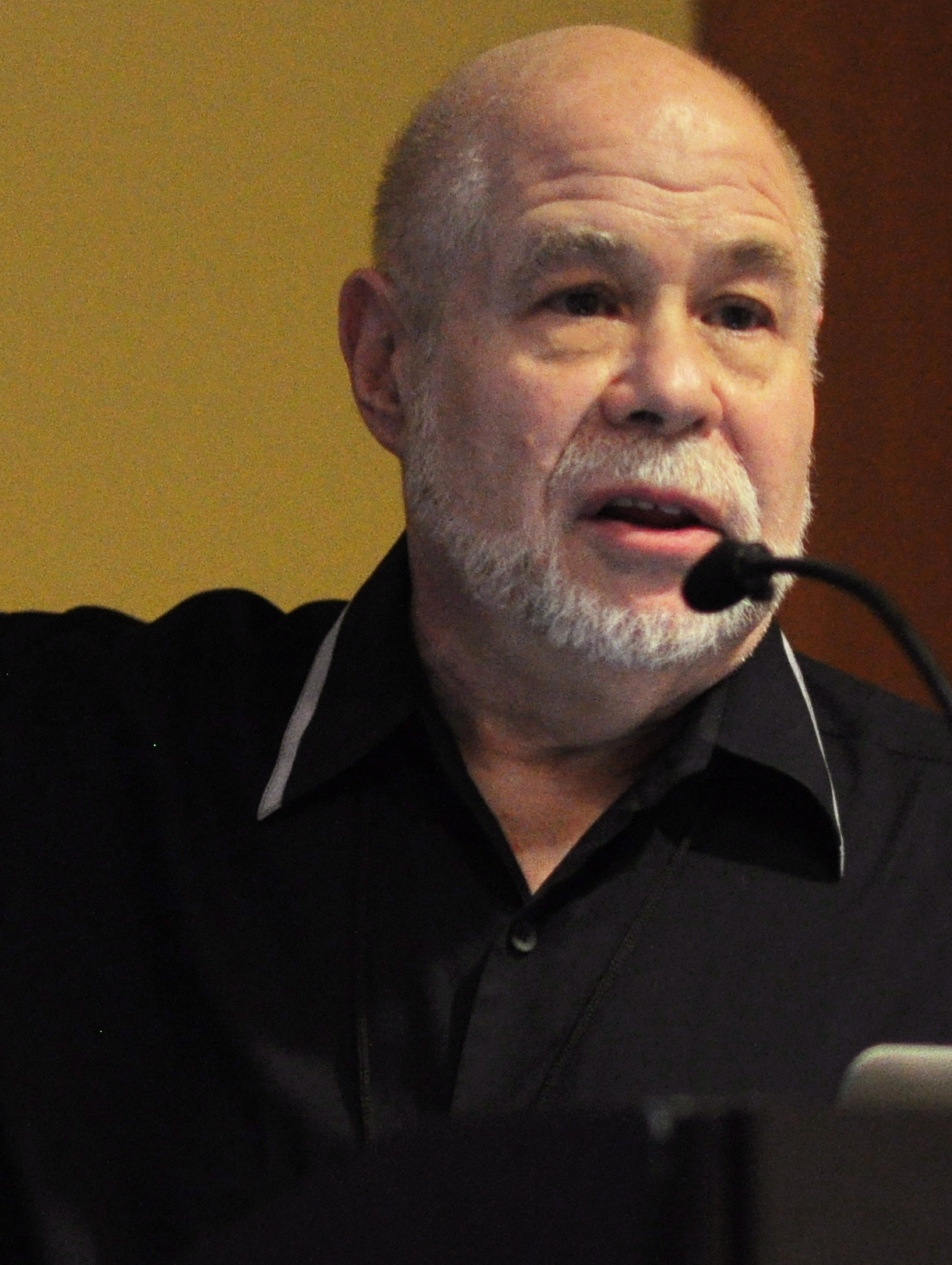
en, primeiro crítico musical estadunidense a se concentrar no rock, no Museu da Cultura Pop em 2015

O autor Bernard Gendron escreve que, nos Estados Unidos, “o surgimento de uma imprensa de rock ‘séria’ e de um crítico de rock” começou em 1966, pressagiado por Robert Shelton, o crítico de música folk do The New York Times, que escreveu artigos elogiando os Beatles e Bob Dylan. O compositor Dylan havia acabado de adotar o rock 'n' roll ao se apresentar com apoio elétrico no Newport Folk Festival de 1965.
Paul Williams [en], um estudante de 18 anos, lançou o jornal pop Crawdaddy! em fevereiro de 1966; em junho, Richard Goldstein [en], recém-formado e escritor do jornalismo literário, estreou sua coluna “Pop Eye” no The Village Voice, que Gendron descreve como “a primeira coluna regular sobre rock ‘n’ roll ... a aparecer em uma publicação cultural estabelecida”. O jornalista de rock Clinton Heylin, em sua função de editor do The Penguin Book of Rock & Roll Writing, atribui “a verdadeira gênese da crítica de rock” ao surgimento da Crawdaddy!. ulf Lindberg e seus co-escritores afirmam que, embora Williams seja amplamente considerado o primeiro crítico de rock estadunidense, ele “buscou material na Inglaterra”.
De acordo com Gendron, os primeiros artigos mais importantes de Goldstein foram um “manifesto” sobre rock 'n' roll e “esteticismo pop” e uma avaliação elogiosa do álbum Revolver, dos Beatles. Publicado no final de agosto, o último artigo forneceu “a primeira resenha substancial de rock dedicada a um álbum a ser publicada em qualquer revista que não fosse de rock com poder de credenciamento”. Enquanto Williams podia ter certeza de que teria um público leitor simpático, dada a natureza de sua publicação, a tarefa de Goldstein era conquistar um público leitor mais intelectualizado para os méritos artísticos da música pop contemporânea. Nesse período, tanto Goldstein quanto Williams ganharam considerável renome na corrente cultural dominante e foram objeto de artigos de perfil na Newsweek.
O surgimento do jornalismo de rock coincidiu com uma tentativa de posicionar a música rock, especialmente o trabalho dos Beatles, no cenário cultural dos Estados Unidos. O discurso crítico foi ainda mais intensificado pela cobertura respeitosa oferecida ao gênero em publicações de grande circulação, como Newsweek, Time e Life, nos meses que antecederam e sucederam o lançamento do álbum Sgt. Pepper's Lonely Hearts Club Band, dos Beatles, em junho de 1967. Dentro desse discurso, Richard Meltzer [en], em um ensaio para a Crawdaddy! em março, desafiou a estética erudita do rock proposta por Goldstein. A resenha mista de Sgt. Pepper feita por Goldstein no The New York Times também foi objeto de debate jornalístico e provocou represálias de musicólogos, compositores e comentaristas culturais.
Entre outros jovens escritores estadunidense que se tornaram colunistas pop após a nomeação de Goldstein estavam Robert Christgau (na Esquire, a partir de junho de 1967), Ellen Willis (The New Yorker, março de 1968) e Ellen Sander (Saturday Review [en], outubro de 1968). Christgau foi o “criador da abordagem de ‘guia do consumidor’ para resenhas de música pop”, uma abordagem projetada para ajudar os leitores a decidir se deveriam comprar um novo disco.
De acordo com o acadêmico de música popular Roy Shuker, em 1994, os livros de referência musical, como o The Rolling Stone Album Guide e o Christgau's Record Guide [en], tiveram um papel importante na ascensão dos críticos de rock como formadores de opinião no setor musical, “construindo sua própria versão da tradicional divisão entre alta e baixa cultura [en], geralmente em torno de noções de integridade artística, autenticidade e natureza do comercialismo”. Essas coleções de resenhas, continua Shuker, “tornaram-se bíblias no campo, estabelecendo ortodoxias quanto ao valor relativo de vários estilos ou gêneros e panteões de artistas. Os colecionadores e entusiastas de discos, bem como as lojas especializadas e de discos de segunda mão, inevitavelmente têm à mão cópias bem manuseadas desses e de outros volumes semelhantes.
No âmbito da música rock, assim como no da música clássica, os críticos nem sempre foram respeitados por seus ouvintes. Frank Zappa declarou que “a maior parte do jornalismo de rock é composta por pessoas que não sabem escrever, entrevistando pessoas que não sabem falar, para pessoas que não sabem ler”. Na música Get in the Ring [en], do Guns N' Roses, Axl Rose atacou verbalmente os críticos que deram críticas negativas à banda por causa de suas ações no palco; críticos como Andy Secher, Mick Wall e Bob Guccione Jr. [en] foram mencionados pelo nome.

### Críticas de cristãos conservadores à música rock
A música rock recebeu uma quantidade considerável de críticas das comunidades cristãs conservadoras nos Estados Unidos. Essa crítica foi mais forte durante as décadas de 1960 e 1970, sendo que alguns dos críticos cristãos mais proeminentes foram David A. Noebel [en], Bob Larson [en] e Frank Garlock. Embora esses homens não fossem críticos de música profissionais, muitas vezes alegavam ser críticos de rock qualificados por causa de suas experiências profissionais com música e religião. Por exemplo, Larson tentou afirmar sua autoridade como crítico de rock declarando: “Como ministro, sei agora o que é sentir a unção do Espírito Santo. Como músico de rock, eu sabia o que significava sentir a unção falsa de Satanás”.
As críticas cristãs à música rock em meados do século XX geralmente giravam em torno de argumentos de que o rock era ruim tanto do ponto de vista sonoro quanto moral e fisicamente prejudicial ao corpo e à alma. Usando esses argumentos centrais, Noebel, Larson, Garlock e outros críticos cristãos da música rock escreveram extensivamente sobre as diferenças entre música “boa” e “ruim”. Em The Beatles: A Study in Drugs, Sex and Revolution, Noebel explicou por que a música rock era “ruim”, contrastando-a com as qualidades da “boa” música. Em The Big Beat: A Rock Blast, Garlock apresentou argumentos semelhantes, com o argumento adicional de que a música “boa” deve vir de músicos distintos e educados. Além disso, Larson argumentou que as batidas usadas no rock poderiam causar rebelião nas gerações mais jovens devido à sua natureza hipnótica e influente.
Com base em estilos como rhythm and blues (R&B) e jazz, o rock and roll foi inicialmente inovado pelas comunidades negras, mas logo foi apropriado pelas populações brancas. Esse aspecto da história do rock foi ignorado pelos historiadores e pela mídia, mas os especialistas em música agora concordam amplamente que as verdadeiras origens da produção do rock estão na região sul dos Estados Unidos, entre as populações negras.
As primeiras críticas dos cristãos conservadores à música rock tinham forte base no racismo. A maioria dos cristãos conservadores brancos em meados do século XX entendia que o rock havia começado entre as populações negras e temia o que o sucesso do gênero implicava para a igreja, a segregação e a igualdade racial. Ao criticar a música rock, os críticos cristãos geralmente retratavam a música rock com “imagens primitivas e exóticas para transmitir [suas] raízes africanas”.  A Sociedade Americana de Panfletos em Nova Jérsia lançou um livreto chamado “Jungle to Jukebox” que usava tropos racistas e exóticos para ilustrar os perigos da música rock para a juventude branca.

### Tendências da crítica no século XXI

#### Década de 2000
Na década de 2000, os blogueiros de música on-line começaram a complementar e, até certo ponto, a substituir os jornalistas de música na mídia impressa. Em 2006, Martin Edlund, do The New York Sun [en], criticou a tendência, argumentando que, embora a “Internet tenha democratizado a crítica musical, parece que também espalhou sua propensão para o hype acrítico”.
Carl Wilson [en] descreveu “um aumento no sentimento pró-pop entre os críticos” durante o início dos anos 2000, escrevendo que uma “nova geração [de críticos de música] passou a ocupar posições de influência crítica” e, em seguida, “montou uma crítica em massa contra a síndrome de medir toda a música popular pelas normas da cultura do rock”.
O escritor da Slate, Jody Rosen, discutiu as tendências da crítica musical pop dos anos 2000 em seu artigo "The Perils of Poptimism". Rosen observou que grande parte do debate gira em torno da percepção de que os críticos de rock enxergam o gênero como "normativo... o estado padrão da música popular... em relação ao qual tudo o mais é comparado".  Em uma conferência de críticos de música pop em 2006, os participantes discutiram seus "prazeres pop culpados", reavaliando artistas como Tiny Tim, Dan Fogelberg e Phil Collins, além de gêneros que os críticos de rock há muito tempo descartam como música comercial e superficial. Rosen explicou que esse "novo paradigma crítico" é chamado de popism – ou, de maneira mais expressiva (e divertida), poptimism. A abordagem poptimista defende que produtores de pop (e, especialmente, de hip-hop) são tão importantes quanto os grandes autores do rock, que Beyoncé merece ser levada tão a sério quanto Bruce Springsteen e que sentir vergonha por gostar de música pop é, na verdade, algo de que deveríamos nos envergonhar.

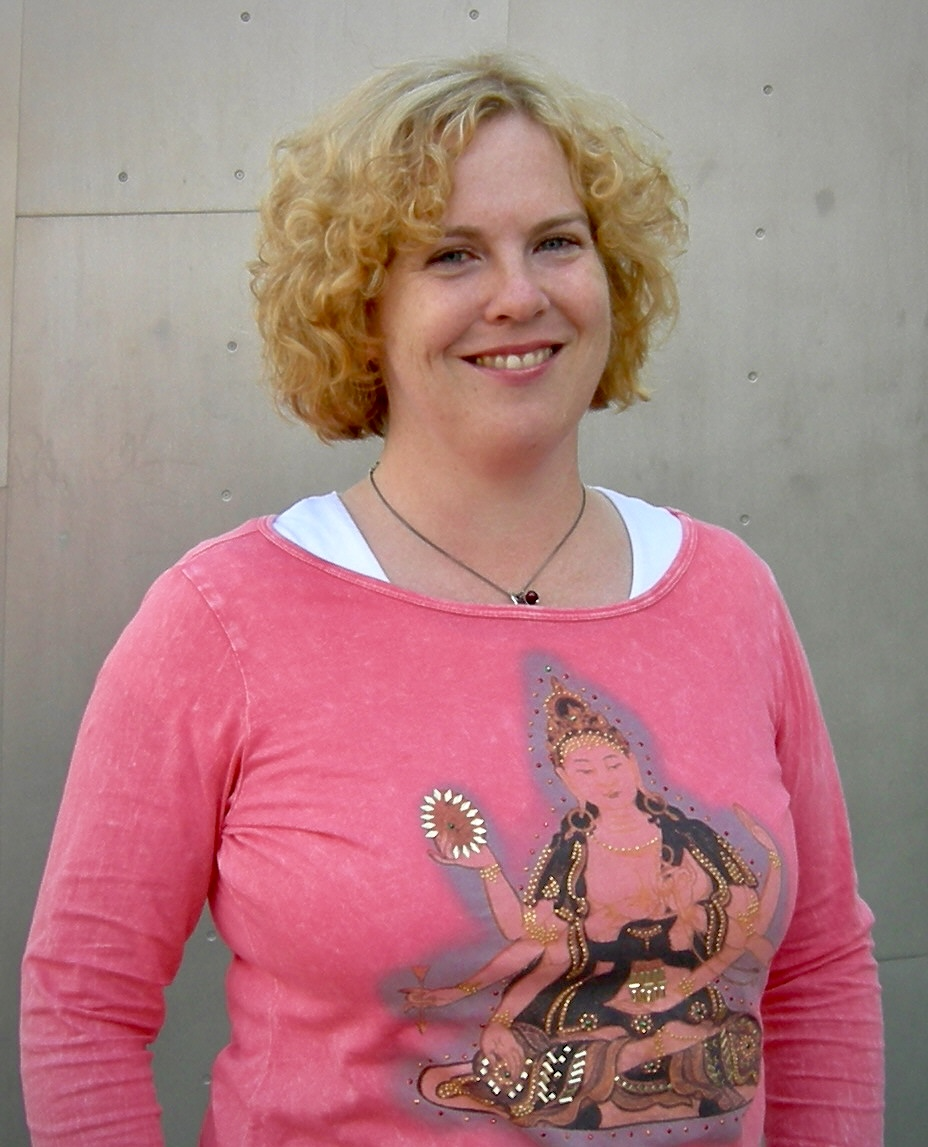
A jornalista en

Em 2008, Ann Powers [en], do Los Angeles Times, argumentou que os críticos de música pop “sempre foram contrários”, porque “a [crítica] de música pop surgiu como um desafio às hierarquias de gosto e permaneceu um negócio pugilístico e exibicionista durante toda a evolução do próprio pop”. Powers afirmou que “insultos, rejeições da autoridade alheia, afirmações maldosas de conhecimento superior e até ameaças de violência física são o material de que é feita a crítica pop”, ao mesmo tempo em que “a melhor [crítica pop] também oferece apreciação amorosa e percepções profundas sobre como a música cria e colide com nossas realidades cotidianas”. Ela afirmou que a crítica pop se desenvolveu como um “tapa no establishment, em publicações como a Rolling Stone, que é o lar dos hippies, e a Creem, que é o posto avançado dos rawkers”, acrescentando que a “geração dos anos 1980” de roqueiros indie pós-punk foi, em meados dos anos 2000, “derrubada pelos ‘poptimistas’ mais jovens, que argumentam que os amantes do rock underground são elitistas por não abraçarem o mainstream mais multicultural”. Powers comparou os debates dos críticos poptimistas sobre bandas e estilos a um “scrum no rúgbi”, em que “todo mundo se opõe a todo mundo, e avançamos em uma enorme bolha de opiniões veementes e julgamentos mútuos”.

#### Década de 2010
O crítico musical e músico de pop indie Scott Miller [en], em seu livro de 2010, Music: What Happened? [en], sugeriu: “Parte do problema é que grande parte da música pop vital é feita por jovens de 22 anos que gostam de chocar, e é patético quando os mais velhos são encurralados em uma reverência absoluta”. Miller sugeriu que os críticos poderiam contornar esse problema se estivessem preparados “para dar crédito aos jovens artistas por músicas fantásticas sem serem intimidados a um estado de espírito em que os temas obscuros sempre recebem uma nota de aprovação”, afirmando que um crítico deve ser capaz de chamar um jovem artista de “gênio musical” e, ao mesmo tempo, “declarar que suas letras são moralmente condenáveis: 14Reagindo ao estado da crítica de música pop, Miller identificou um problema importante como a falha dos críticos em “dar crédito a um artista por transmitir um sentimento”, apontando especificamente o crítico Lester Bangs como “uma bola de emoções o tempo todo”, que, no entanto, “nunca se relacionou realmente com seus artistas favoritos como pessoas que desenvolvem a habilidade de transmitir sentimentos. Você não sente que ele reconheceu confortavelmente ter se emocionado como resultado do trabalho honesto deles. Em seus textos, os artistas eram vagamente ridículos, primitivos fascinantes, incorporando um arquétipo por acidente da natureza.
Tracy Moore, do site Jezebel [en], em 2014, sugeriu que uma das virtudes de escrever sobre como a música fazia a pessoa se sentir, em contraste com relacioná-la aos sons de outros artistas, era evitar a exclusão de leitores que talvez não tivessem um conhecimento musical tão amplo quanto o do escritor. Por outro lado, Miller acreditava que os leitores analíticos apreciariam “mais conversa sobre música na crítica musical”, sugerindo que “doses sensivelmente modestas” de análise musical forneceriam um apoio útil para uma conclusão “de que a composição de grandes melodias ocorreu ou não”. Por exemplo, Miller observou que os críticos raramente “identificam melodias cativantes como passagens específicas em uma música”, da mesma forma que os músicos em atividade poderiam discutir “o Lá menor no segundo compasso do refrão”.
Stevie Chick, professor que ensina jornalismo musical na City, University of London (CUL), disse: “Acho que, mais do que qualquer outro jornalismo, o jornalismo musical tem um quociente de escrita criativa realmente poderoso."
Tris McCall [en], do Newark Star-Ledger [en], discutiu sua abordagem à crítica musical em uma entrevista em 2010, afirmando: “A maioria de nós [críticos] começa a escrever sobre música porque a ama muito. Mal podemos esperar para contar aos nossos amigos e vizinhos sobre o que estamos ouvindo. De acordo com McCall, mesmo no decorrer de uma longa carreira profissional, o impulso entusiasmado de compartilhar ‘nunca desaparece’. McCall expressou seu interesse em ”examinar por que as pessoas respondem ao que respondem. Eu arrisco palpites. Às vezes estou errado, mas espero ser sempre provocativo."
Na década de 2010, alguns comentaristas observaram e criticaram a falta de resenhas negativas no jornalismo musical. Saul Austerlitz, da The New York Times Magazine, observou que, ao contrário de outras formas de arte, “a música agora é efetivamente gratuita. A antiga prioridade da crítica musical - dizer aos consumidores o que comprar - tornou-se nula e sem efeito para a maioria dos fãs”. Ele argumentou que isso era “cultura do clique” fazem com que os críticos de música atuem como “líderes de torcida” para as estrelas existentes.

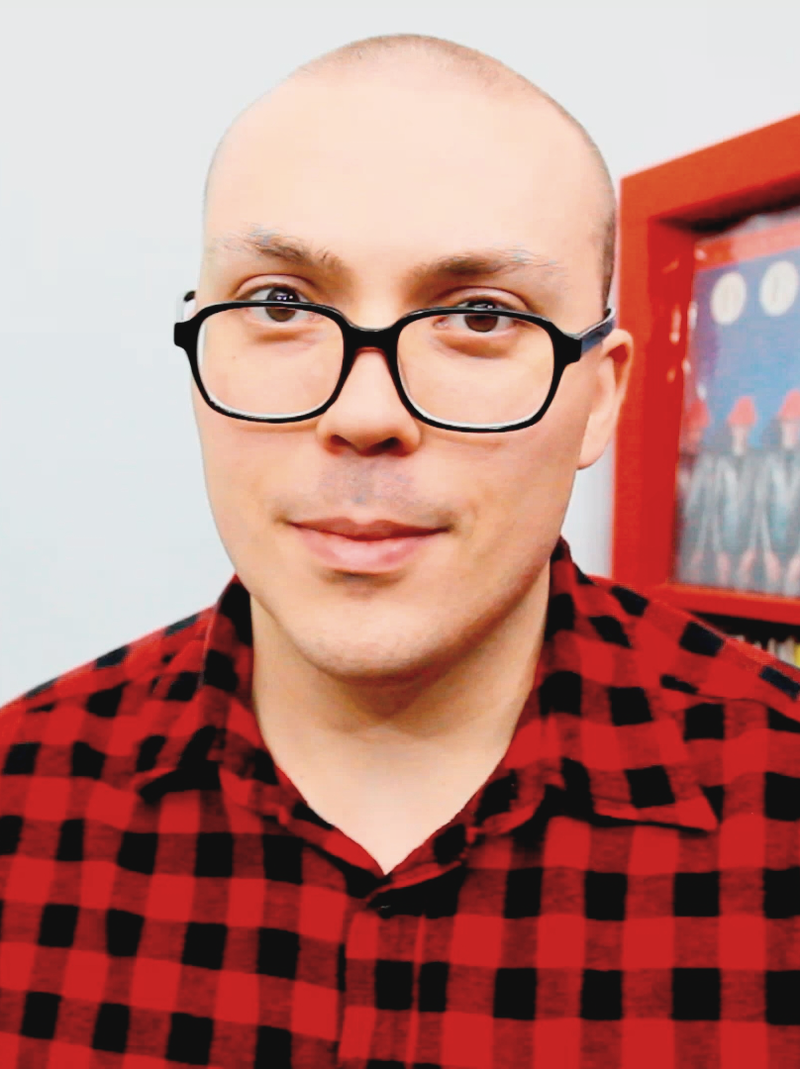
Anthony Fantano em 2016

A década de 2010 viu um aumento de críticos de música que usaram o YouTube e as mídias sociais como plataforma de divulgação de suas opiniões. De acordo com Larry Fitzmaurice, da revista Vice, em 2016, o Twitter é “talvez o último espaço público para a crítica musical irrestrita em um cenário cada vez mais anticrítico”. Em 2020, o The New York Times descreveu o YouTuber Anthony Fantano como “provavelmente o crítico musical mais popular que ainda existe”. O canal de Fantano, The Needle Drop, é seu principal meio de comunicação, mas ele também transmite comentários sobre música no Twitch e postagens no Twitter.

#### Década de 2020
Em um artigo publicado em 2024, Jessica Karl, colunista da Bloomberg News, opinou que “a maneira como criticamos a música está quebrada”. Ela argumenta que a atual cultura de consumo de novas músicas, especialmente com o lançamento do álbum de Taylor Swift, The Tortured Poets Department, não é saudável. Embora ela tenha achado que algumas das resenhas do álbum foram “bem pensadas”, ela opinou que outras foram pré-escritas e “idiotas”. Ela explicou que os críticos “ficam acordados até o amanhecer para terminar de ouvir um álbum como se fosse um trabalho de faculdade que estamos fazendo para concluir pela manhã” e álbuns longos como o Tortured Poets, com 31 faixas, os frustram. Karl também acha que as resenhas que aparecem on-line poucas horas após o lançamento de um álbum desacreditam tanto os elogios quanto as críticas. Ela condenou a resenha da Paste por fazer “uma ladainha de escavações mesquinhas e com pontos de exclamação” contra Swift, e rejeitou a resenha da Rolling Stone por chamar o álbum de clássico em um dia, além de criticar artigos de “publicações respeitáveis” como a Time e o The Philadelphia Inquirer por atenderem a fofocas para as massas e o fandom em vez de jornalismo sério sobre a arte.

### Teoria de gênero e raça
Aplicando a teoria crítica (por exemplo, estudos críticos de gênero e  teoria crítica da raça) ao jornalismo musical, alguns autores acadêmicos sugerem que o desrespeito mútuo entre críticos e artistas é um dos muitos efeitos negativos do rockismo. No ano de 2004, a crítica Kelefa Sanneh [en] definiu “rockismo” como “idolatrar a autêntica lenda antiga (ou herói underground) enquanto zomba da última estrela pop. O jornalismo musical “infectado” pelo rockismo tornou-se, de acordo com a professora de Yale, Daphne Brooks, um desafio “para aqueles de nós preocupados com a memória histórica e o desempenho da música popular”.
Simon Frith [en] disse que a música pop e o rock “estão intimamente associados ao gênero, ou seja, às convenções de comportamento masculino e feminino”. De acordo com Holly Kruse, tanto os artigos de música popular quanto os artigos acadêmicos sobre música pop geralmente são escritos a partir de “posições de sujeito masculinas”. Kembrew McLeod [en] analisou os termos usados pelos críticos para diferenciar entre música pop e rock, encontrando uma dicotomia de gênero nas descrições de “música rock ‘séria’, ‘crua’ e ‘sincera’, diferenciada da música pop ‘trivial’, ‘fofa’ e ‘estereotipada’”. McLeod descobriu que uma causa provável dessa dicotomia era a falta de mulheres escrevendo no jornalismo musical: “Em 1999, o número de editoras ou redatoras sênior na Rolling Stone girava em torno de 15%, [enquanto] na Spin e na Ray Gun, [era] aproximadamente 20%".
As crítica associadas ao gênero foi discutida graficamente em um artigo de 2014 do Jezebel [en] sobre as lutas das mulheres no jornalismo musical, escrito pela crítica musical Tracy Moore, anteriormente editora do Nashville Scene [en]. Moore descreveu como outra blogueira de música, uma “outsider admitida” que não ameaçava estereótipos, foi recebida com entusiasmo pelos homens, em contraste com as próprias experiências de Moore como uma “insider” auto descrita que, no entanto, esperava-se que “provasse” ou “ganhasse” seu caminho em um cenário jornalístico dominado pelos homens.

De acordo com Anwen Crawford, crítica de música do The Monthly da Austrália, o “problema para as mulheres [críticas de música popular] é que nosso papel na música popular foi codificado há muito tempo”; como resultado, “a maioria dos críticos de música rock famosos – Robert Christgau, Greil Marcus, Lester Bangs, Nick Kent [en] – são todos homens”.  Crawford aponta para “[a] loja de discos [en], a loja de guitarras [en] e agora a mídia social: quando se trata de música popular, esses lugares se tornam palcos para a exibição de proezas masculinas” e acrescenta: “A experiência feminina, quando aparece, é repetidamente descartada como fraudulenta. Toda mulher que já se aventurou a opinar sobre música popular poderia lhe dar alguma variação [dessa experiência] (...) e tornar-se uma 'especialista' reconhecida (uma musicista, uma crítica) não a salvará [das mulheres] das acusações de falsidade.
Daphne Brooks, em seu artigo de 2008 “The Write to Rock: Racial Mythologies, Feminist Theory, and the Pleasures of Rock Music Criticism”, escreveu que, para reestruturar a crítica musical, é preciso ‘focar em múltiplas contra narrativas’ para romper com os preconceitos raciais e de gênero incorporados nas ‘fetichizações culturais contemporâneas do virtuosismo performativo do homem branco e das inovações latentes do homem negro’. Brooks enfocou “as maneiras pelas quais a crítica musical de rock moldou e continua a moldar nossa compreensão dos encontros musicais racializados e quais são as histórias alternativas que poderíamos contar”. Brooks destacou a declaração de Christgau de que, após a chegada dos Beatles aos Estados Unidos, “a crítica de rock adotou um sonho ou metáfora de revolução perpétua. As bandas que valiam a pena deveriam mudar a vida das pessoas, de preferência para melhor. Se não conseguissem fazer isso, significava que não tinham importância. Não é de surpreender que, de acordo com Brooks, ‘a história das mulheres que têm mantido uma tradição de escrever sobre rock desde os anos de 1960 tenha sido ‘amplamente ocultada na cultura americana’.
Brooks teorizou que as percepções das mulheres artistas negras poderiam ser diferentes se houvesse mais mulheres negras escrevendo sobre elas e elogiou Ellen Willis como uma importante crítica feminista da era clássica do rock.:Willis, que foi colunista da New Yorker de 1968 a 1975, acreditava que a sociedade poderia ser iluminada pela “experiência extática” das visões expressas por meio do ritmo e do ruído da música e que essa alegria levaria as pessoas a diferentes formas de compartilhamento. Brooks escreveu que “a confluência de estudos culturais, estudos do rock e estudos críticos feministas da terceira onda torna possível, agora mais do que nunca, continuar a criticar e reinterrogar a forma e o conteúdo das histórias da música popular". Na opinião de Brooks, “ao romper corajosamente as densas equações de gênero, classe, poder e cenas musicais subculturais”, jornalistas musicais, ativistas e críticos como Ellen Willis têm sido “capazes de desafiar brilhantemente, como ninguém antes [deles], o ativismo intelectual e político e a agência” de todo o setor musical.

## No Brasil
Diversos nomes destcaram-se no jornalismo musical brasileiro. Podem-se citar:
- Ana Maria Bahiana[50]
- André Barcinski[51]
- Arthur Dapieve[52]
- Carlos Calado[53]
- Carol Prado[54]
- Fábio Massari[55]
- Gastão Moreira[56]
- Hermínio Bello de Carvalho[57]
- José Norberto Flesch[58]
- José Ramos Tinhorão[59]
- Lorena Calabria[60]
- Lúcio Rangel[61]
- Luiz Felipe Carneiro[62]
- Luiz Thunderbird[63]
- Maria Luiza Kfouri[64]
- Mauro Ferreira[65]
- Nelson Motta[66]
- Regis Tadeu[67]
- Ricardo Alexandre[68]
- Ricardo Cravo Albin[69]
- Ruy Castro[70]
- Sérgio Cabral[71]
- Tárik de Souza[72]
- Zeca Camargo[73]
- Zuza Homem de Mello[74]